# Voschod (kosmická loď)
Voschod (rusky Восход; "východ slunce") byla vesmírná loď zkonstruována Sovětským svazem pro kosmické lety s lidskou posádkou. Jednalo se o následníka programu Vostok, díky němuž vzlétl do vesmíru první člověk. Hlavním konstruktérem byl Sergej Koroljov a cílem bylo vytvoření lodi schopné pojmout vícečlennou posádku. V rámci programu se uskutečnily dva lety s lidskou posádkou a též výstup do kosmického prostoru. Vypouštěny byly stejnojmennou raketou Voschod. Původně plánované další lety Voschod 3 až 6 byly zrušeny. Na program Voschod navázal program Sojuz.

## Okolnosti vzniku programu
V únoru 1964 šéf SSSR Nikita Sergejevič Chruščov rozhodl o zrušení plánovaných letů jednomístných Vostoků, protože měl obavy z možného úspěchu připraveného amerického programu Gemini, který by Sovětům vzal jejich prvenství v soutěži o vesmír. Dopisem z 4. února 1964 dostal Sergej Koroljov příkaz k využití vyrobených, nepoužitých lodí Vostok pro let třech kosmonautů. Chruščov vyslovil požadavek, aby let této trojice byl uskutečněn do oslav VŘSR v listopadu téhož roku. Koroljov nemohl v 9 měsících zkonstruovat a vyzkoušet loď novou, musel upravit Vostoky, které měl ve své továrně v Podlipkách.

## Popis lodi
Základní vlastnosti a specifikace lodi byly obdobné jako u Vostoku, nicméně kabina Voschodu byla výrazně modifikována. Aby bylo možno vtěsnat 3 kosmonauty do prostoru návratového modulu, bylo nutno odstranit původní rozměrné katapultovací křeslo Vostoku a nahradit ho lehkými anatomickými sedačkami s hydraulickými tlumiči.
Ty byly v lodi Voschod 1 celkem 3 ve Voschodu 2 celkem 2. Oproti Vostoku byly sedačky pootočeny o 90°, což znamenalo, že hlavní ovládací panel lodi a navigační přístroj VZOR se tak ocitnuli po pravé straně kosmonautů a jejich využití nebylo příliš pohodlné. Navíc byl vnitřní prostor lodi byl tak těsný, že posádka nemohla letět v ochranných skafandrech a měla oblečeny jen lehké sportovní oděvy. V lodi Voschod 2 určené k letu 2 kosmonautů bylo opět skafandrů použito, neboť úkolem letu bylo provést výstup do volného kosmického prostoru. K jeho zabezpečení byla loď Voschod 2 vybavena nafukovací přechodovou komorou Volga o hmotnosti 250 kg, průměru 700 mm a výšce 770 mm ve složeném stavu. Po dosažení oběžné dráhy došlo k nafouknutí komory na délku 2,5 m, vnitřní průměr 1 m a vnější průměr 1,2 m.
Díky absenci katapultovacího křesla, resp. jakéhokoliv dalšího záchranného prostředku, neexistoval žádný způsob, jak v případě závady na nosné raketě zajistit záchranu osádky. Rovněž absence skafandrů u lodi Voschod 1 znamenala značné riziko, protože v případě dehermetizace kabiny by tato událost znamenala téměř jistou smrt posádky. V případě programu Voschod se tak jednalo o historicky nejriskantnější lety kosmických lodí. To byl rovněž důvod, proč byl tento program ukončen již po 2 letech a přednost dostal následný program mnohem vyspělejší kosmické lodi Sojuz.
Protože kosmonauté již museli přistávat přímo v kabině, tak byl modifikován i padákový systém kabiny, ten byl nově třístupňový a sestával z výtažného brzdícího a dvou hlavních padáků, které by samy o sobe zpomalily rychlost dopadu kabiny na 7 m/s oproti původní rychlost dopadu 8 - 10 m/s u Vostoku. Protože i tak byla tato rychlost příliš vysoká, došlo k doplnění raket pro měkké přistání. Ty byly umístěny v lanoví hlavního padáku a byly zapalovány ve výši 1 m nad zemí. Díky nim byla rychlost dopadu snížena až na 0,15 m/s.

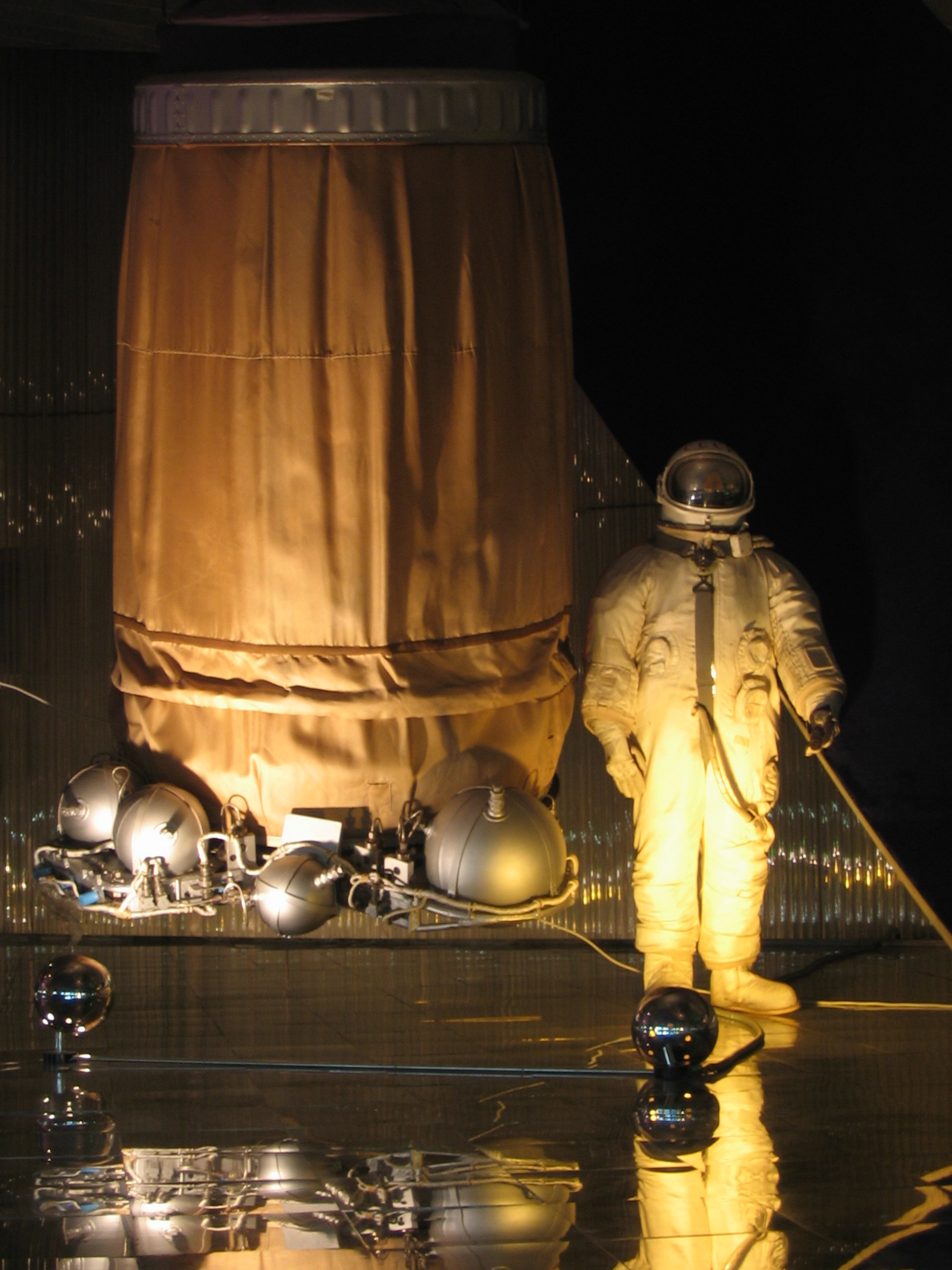
Nafukovací přechodová komora a kosmický skafandr použitý Alexejem Leonovem k prvnímu výstupu do kosmického prostoru v březnu 1965.

Protože se Voschod oproti kosmické lodi Vostoku pohyboval na vyšších drahách a v případě poruchy brzdného systému nebylo možné spoléhat na samovolné zbrzdění v důsledku tření kabiny o vrchní vrstvy atmosféry, byla loď doplněna záložním brzdícím motorem na tuhé pohonné látky. Ten byl umístěn na předku návratové kabiny a jeho délka byla 0,6 m, průměr 0,3 m a hmotnost 143 kg. K zabezpečení návratu kabiny umožňoval provedení brzdného manévru se změnou rychlosti o 60 m/s.
Další odlišnost Voschodu oproti Vostoku spočívaly v rozšíření kapacity systému regenerujícího atmosféru uvnitř lodi a zvýšení průtoku klimatizačního systému z 50 l/min na 180 l/min. V kabině byl doplněn i malý televizní monitor, jehož pomocí bylo možné sledovat oddělení posledního stupně rakety i jejího okolí za přístrojovým oddílem. Rovněž byla využívána pro monitorování výstupu kosmonauta v rámci mise Voschod 2. Došlo také ke zlepšení stability kabiny pro případ přistání na vodní hladině.

## Specifikace lodi Voschod
- Celková hmotnost lodi Voschod 1: 5320 kg
- Celková hmotnost lodi Voschod 2: 5682 kg
- Celková Délka: 5,0 m
- Průměr (max.): 2,43 m
- Výdrž: zásoby pro 14denní let, reálně 1 den

Návratový modul (Voschod SA - Spuskayemay apparat, rovněž nazývaný "Sharik" ):
- Osádka lodi Voskchod 1: 3 kosmonauté ve sportovních kombinézách
- Osádka lodi Voskchod 2: 2 kosmonauté ve skafandrech umožňujících výstup do kosmického prostoru
- Průměr sférické kabiny: 2.3 m
- Obyvatelný prostor: 2,8 m3
- Hmotnost: 2900 kg
- Hmotnost tepelného štítu: 837 kg
- Hmotnost padákového systému: 151 kg
- Výtažný padák vystřelován ve výši: 5 km
- Hlavní padák vystřelován ve výši: 3 km
- Přetížení při balistickém návratu: až 8 g (78 m/s²)

Přístrojový modul (Voschod PA - Priborniy otsek):
- Délka: 2,25 m
- Průměr: 2,43 m
- Hmotnost: 2300 kg
- Orientační systém RCS:
  - Počet trysek: 16 trysek po 5 N (8 + 8 pro automatický resp. manuální režim. Vždy 2 pro bočení a klopení, 4 pro rotaci)
  - Pracovní tlak: 4 atm
  - Pracovní medium: plynný Dusík (N2)
  - Pracovní medium: 20 kg uložený v 12 tlakových nádobách (5 + 5 + 2 v primární, sekundární a rezervní části)
- Hlavní pohon typu TDU-1 (motor typ S5.4):
  - Hmotnost systému vč. paliva: 397 kg
  - Tah: 1 x 15,83 kN + 4 vývody spalin pro vektorování tahu
  - Pracovní tlak: 5,6 MPa
  - Směšovací poměr: 3,07
  - Systém dodávky paliva: turbočerpadly s otevřeným cyklem
  - Pracovní látky: RFNA/amine
  - Množství paliva: 275 kg
  - Specifický impuls Isp: 266 s (2,61 kN·s/kg)
  - Doba chodu: 1 minuta (typický zážeh 42 sekund)
  - Manévrovací schopnost - delta v: 155 m/s
- Elektrický systém: Baterie
- Průměrná spotřeba: 0,20 kW
- Celková kapacita baterií: 24,0 kW·h

Záložní brzdný modul:
- Délka: 0,60 m
- Průměr: 0,25 m
- Hmotnost 143 kg
- Tah motoru: 118 kN
- Palivo: pevné
- Hmotnost paliva: 87 kg
- Specifický inpuls Isp: 224 s (2,20 kN·s/kg)
- Manévrovací schopnost - delta v: 60 m/s

Nafukovací přechodová komora - jen Voschod 2:
- Délka ve složeném stavu: 0,74 m
- Průměr ve složeném stavu: 0,77 m
- Délka po nafouknutí: 2,5 m
- Vnější průměr po nafouknutí: 1,2 m
- Průměr průlezu: 70 cm
- Hmotnost: 250 kg
- Vnitřní objem: 2.5m3

## Přehled letů
| Let        | Datum vzletu    | Datum přistání  | Popis                                   |
| ---------- | --------------- | --------------- | --------------------------------------- |
| Kosmos 47  | 6. říjen 1964   |                 | Nepilotovaný let s lodí Voschod.        |
| Voschod 1  | 12. říjen 1964  | 13. říjen 1964  | První let vícečlenné posádky.           |
| Kosmos 57  | 22. únor 1965   |                 | Nepilotovaný testovací let - neúspěšný. |
| Voschod 2  | 18. březen 1965 | 18. březen 1965 | První výstup do kosmického prostoru.    |
| Kosmos 110 | 22. únor 1966   | 16. březen 1966 | 22 denní let bez lidské posádky.        |

## Nepilotované lety
- Kosmos 47 - zkušební loď s kódovým označením 3KV a továrním číslem No.2 odstartovala 6. října 1964 a až po dosažení oběžné dráhy byla pojmenována Kosmos 47. Na palubě měla dvě figuríny. Přistála jen s drobnými problémy 7. října. Druhý den byla kabina dopravena zpět ke kontrole do haly na kosmodromu.[3]
- Kosmos 57 - další zkušební loď s úpravami, proto označení 3KD - No.1. Odstartovala s figurínou kosmonauta, dostala se na dráhu 165 až 427 km, ovšem chybou pokynů ze dvou kontrolních stanic omylem spustil destrukční systém a loď byla zničena.[4]
- Kosmos 110 - zkušební let připravený Koroljovem ještě před svou smrtí. Vylepšená loď Voschod No.5 odstartovala 22. února 1966, na oběžné dráze byla přejmenována na Kosmos 110. Na palubě byli dva psíci Větřík a Uhlík, kteří byli podrobeni pokusům s odlišnou stravou. Let trval do 16. března 1966 a psi se dostali na Zem živí.

## Ukončení programu
Protože se Američanům dařil program Gemini, byly Voschody označeny za technicky přežité, další připravené lety byly zástupcem předsedy Rady ministrů SSSR Smirnovem 10. května 1966 zrušené a všechny síly Sověti věnovali lodím Sojuz.